# Teidees Audiovisuals
Teidees Audiovisuals és una productora audiovisual fundada l'any 2008 a Barcelona. Teidees ha treballat en projectes com: Misha la Gata Violeta, Jasmine & Jambo, Sota el Sofà, El Local i Unes Altres Veus, entre d'altres. En els seus inicis es va dedicar a la creació de petits documentals fins a arribar a la producció de Unes Altres Veus. Posteriorment, la seva activitat es va centrar en la producció de sèries animades per a nens, moment en què van crear Misha la Gata Violeta, emesa al Súper 3 i que consta de 4 temporades.
Avui en dia, TeideesAudiovisuals treballa en el panorama nacional, amb la producció de Misha la Gata Violeta, o El Local, i també en el sector internacional, on ha coproduït sèries com Doopie (Dropje, en holandès), una sèrie infantil emesa a Holanda i Molang, una coproducció amb Canal+.
Al llarg de la seva trajectoria, Teidees Audiovisuals ha treballat en el cinema, la televisió, l'animació, el guió i el documental.

## Cinema documental i televisió
La producció audiovisual de Teidees comença amb la creació del documental Unes Altres Veus, l'any 2011. El documental de 74' de durada, tracta l'autisme a partir de l'Albert, un jove de 21 anys diagnosticat de Síndrome d'Asperger. L'argument gira entorn a les seves reflexions i les seves relacions personals amb el seu millor amic i la seva família. Unes Altres Veus va rebre reconeixement nacional i va ser un candidat per al Millor Documental en els Premis Gaudí.
Pel que fa a la seva carrera en la televisió, al 2020 Teidees va produir la sèrie de televisió El Local, que consisteix en la trobada de dos artistes musicals amb estils oposats per a realitzar una producció conjunta. L'estrena està previst per al 2022.

## Animació
Amb la finalització de Unes Altres Veus, Teidees Audiovisuals va adquirir els drets de l'il·lustrador Phillip Stanton per a la coproducció, conjuntament amb TV3, de un dels seus contes: Misha la Gata Violeta. Aquesta sèrie tracta les aventures d'un grup d'amics en un món on els personatges principals es veuen representats amb animals. Més endavant, després de dur el projecte al festival Cartoon Forum, a Toulouse, el 2016, i a El Meu Primer Festival, al 2017, Teidees va iniciar la coproducció de Sota el Sofà, una sèrie d'animació 3D que es desenvolupa sota un sofà. Posteriorment, conjuntament amb Milimages, es va dur a terme la producció de Molang, les aventures d'un conill amb el seu amic. La primera temporada va ser nominada als Premis Emmy Kids.
Al 2021, Teidees treballa en diferents projectes, com Jasmine i Jambo, una sèrie enfocada a la música i als diferents gèneres d'aquest art que ha sigut guardonada amb el premi de Millor Sèrie d'Animació al Festival Ecran Jeunesse